# 新世界建築
協盛營造有限公司（英語：Hip Seng Contracting Company Limited）（前稱：新世界建築有限公司），是一間已經不存在的香港建築公司，於2012年成立，起初成立目的為新世界發展的建築部，協助新世界集團興建樓宇、交貨。2025年1月，協盛建築宣佈遣散員工並將結業，並會在2月起停止員工僱傭合約。2025年2月，正式宣布結業。
2023年4月，母公司新世界發展公佈，向旗下新世界建築主席兼董事總經理蔡漢平，出售建築公司協盛集團100%股權，作價3000萬元。新世界指，出售協盛後未來可以通過招標方式選擇外部服務供應商，達到節約成本的目的。完成出售後，將主要透過協興建築繼續經營其建築業務。
2024年5月，協盛建築集團收購保華建業集團旗下保華地基有限公司，保華地基併入協盛建築，合併後隨即易名「協盛地基有限公司」。
2025年3月，協盛建築集團與保華建業集團同一天頒佈清盤，宣佈停止運作。 

## 事件
2021年，新世界與港鐵合作發展的柏傲莊發展項目有樓宇混凝土強度未能符合香港建築物條例標準，其後新世界表示有兩幢樓宇需拆卸重建，項目預計入夥日期需延遲約九個月。

## 主要項目

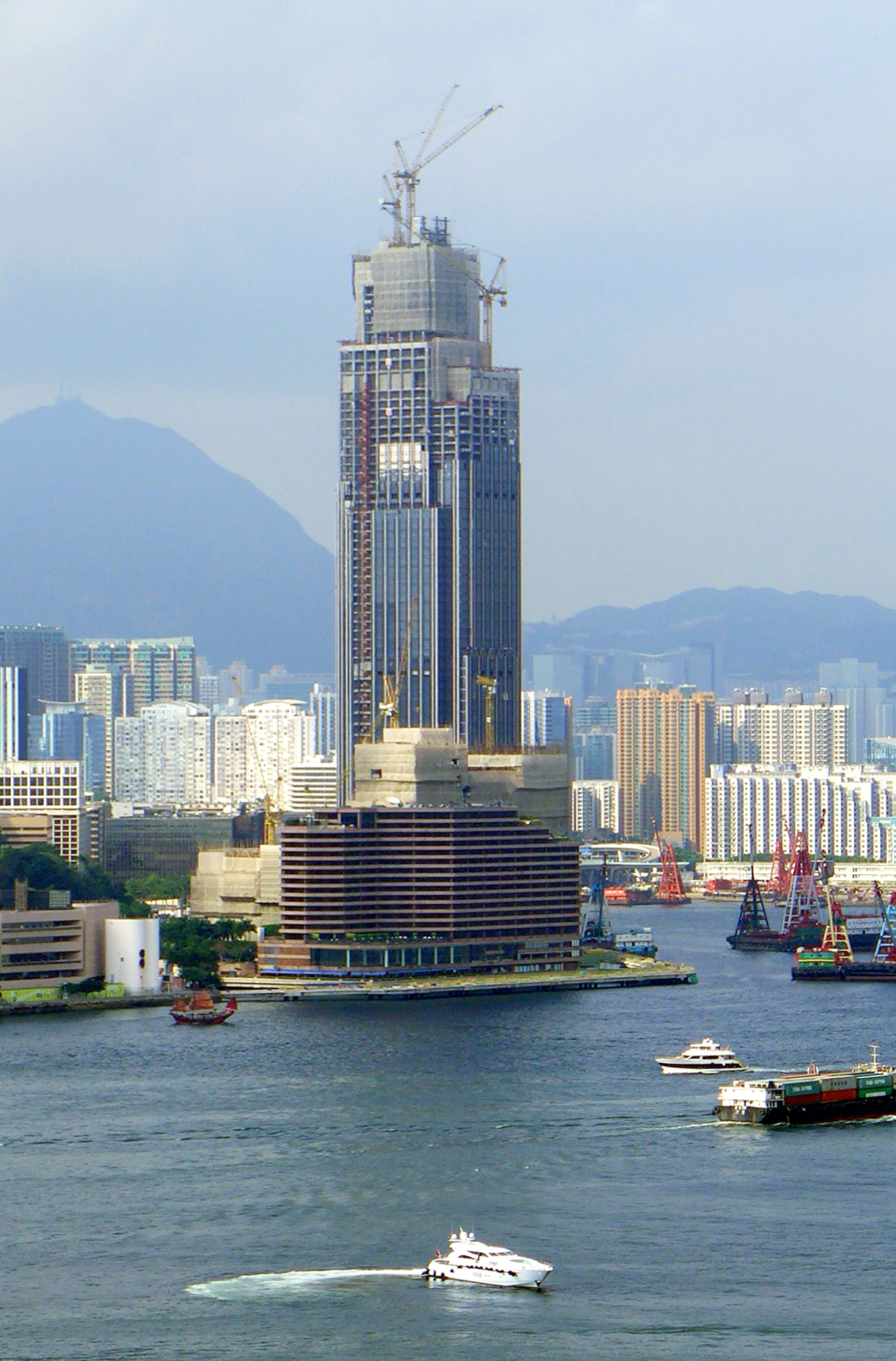
新世界建築承辦新世界中心重建項目

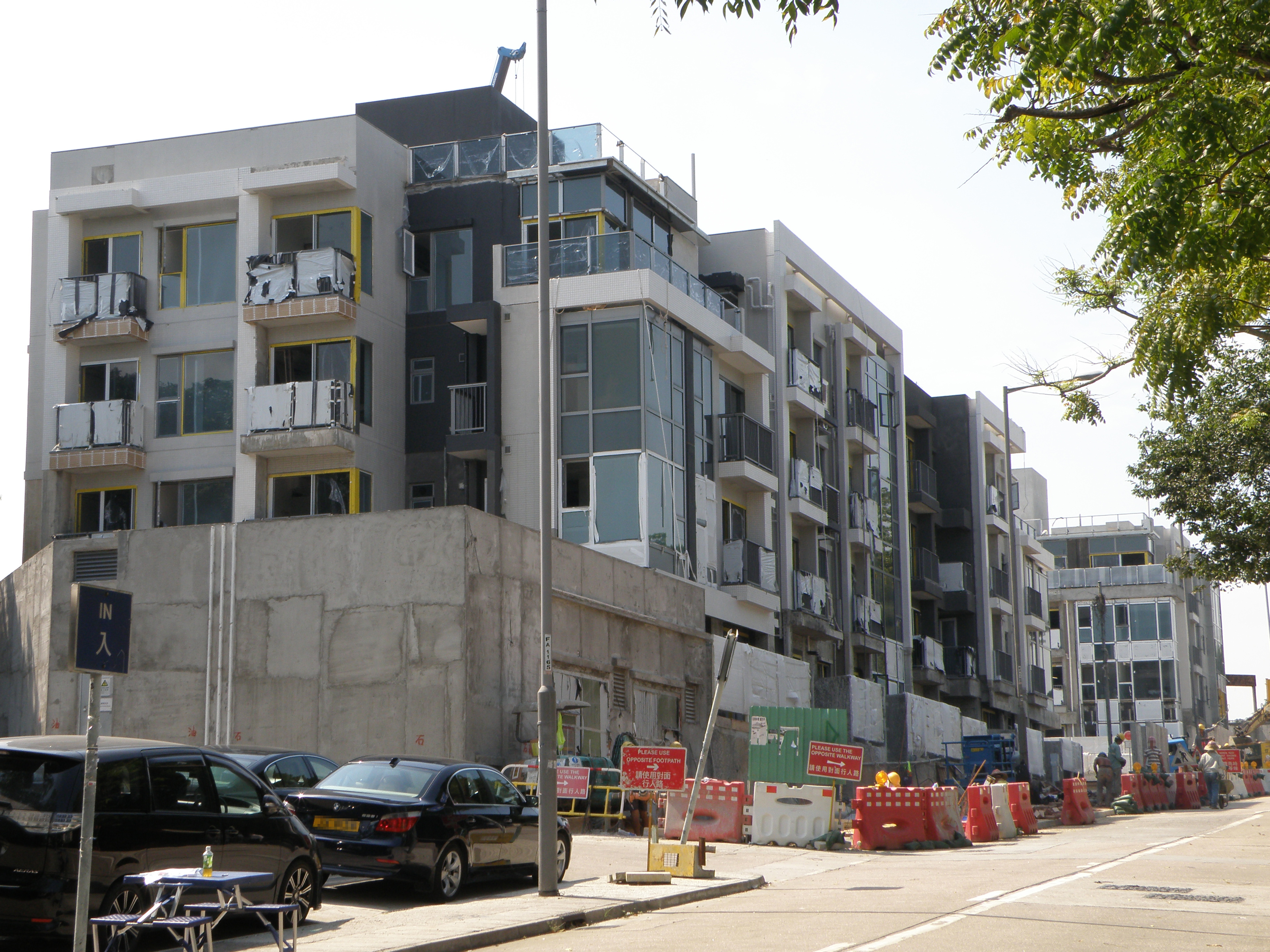
元朗柏𣾷

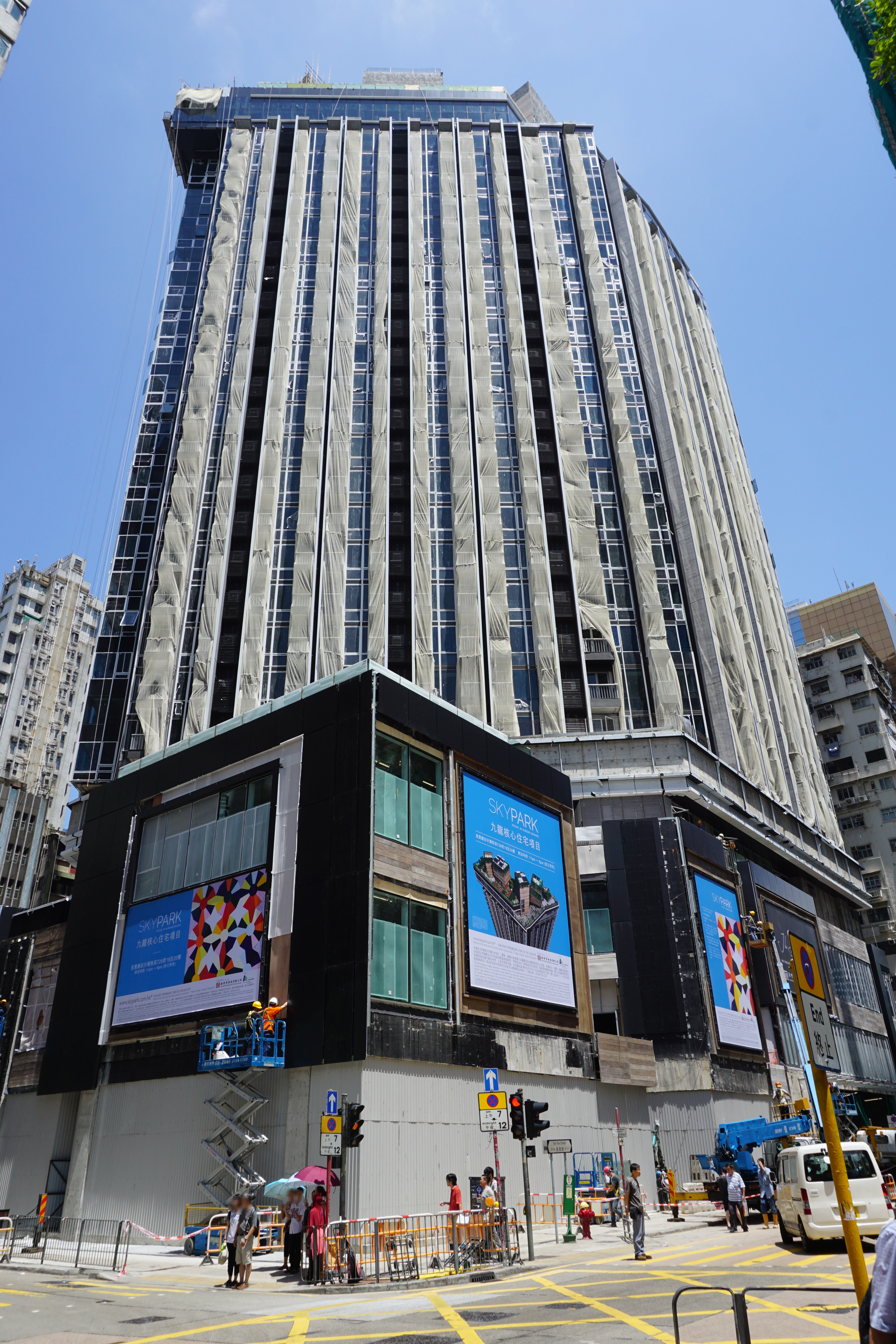
旺角Skypark

已完成項目
- 新世界大廈翻新工程
- Victoria Dockside
- 香港星光大道翻新工程
- 愉景新城商場翻新工程
- Skypark
- 柏𣾷
- 傲瀧
- 瑧璈
- Artisan House
- Fleur Pavilia
- 柏傲莊
- 天生樓
- 西貢北港鄉村俱樂部
- SKYCITY 航天城

## 外部連結
- 新世界建築有限公司網頁 （页面存档备份，存于）